# يوسف الجمري البحراني
الشيخ يوسف بن يعقوب بن يوسف بن علي بن محمد بن خزعل الجمري هو أحد علماء الشيعة في البحرين، وتعرف أسرته بآل خزعل. ومن هذه الأسرة آل خير الله وآل النجار، وآل إسماعيل المعروفون بآل غبَّاش وآل غربال. هو عالم بحراني وخطيب بارع ولد في قرية بني جمرة سنة 1331 هـ 1913 م وقد هاجر أبيه الحاج يعقوب مع جده يوسف إلى المحمرة وعمره سبع سنين. تلقى دروس الخطابة على يد عمه الخطيب الملا أحمد بن يوسف بن علي بن محمد بن خزعل الجمري ساكن جزيرة صلبوخ (مينو) في الجمهورية الإسلامية الإيرانية وكانت حياة (الملا أحمد الجمري) المذكور في ناحية القطعة في البصرة وبعدها نزل الملا أحمد إلى مدينة المحمرة المعروفة بـ المحمرة إلى أن توفي فيها وله ذرية منهم الخطباء كالملا عبد الكريم.

## مسيرة تحصيله العلمي
استقل الشيخ يوسف خطابته وعمره 17 سنة حيث واصل الدراسة العلمية في النجف وبقي هنالك مدة ثم عاد إلى المحمرة وتزوج بإبنة عمه الملا أحمد الجمري وبعدها بحوالي خمس سنين عاد إلى النجف وسكن فيها مدة ست سنين اتم السطوح العليا ثم عاد إلى عبادان وبقي فيها مدة خمس سنين تقريباً ممارساً الخطابة الحسينية ثم عاد إلى النجف واستقر فيها ويشار إلى أن الخوئي قد اعطاه منزلاً في النجف ليستقر فيه هو وعياله. وقد كان الشيخ يوسف محركاً مهماً في مجريات الثورة الإيرانية في السبعينات حيث استعان به الإمام الراحل روح الله الخميني في ايصال المكاتبات والرسائل بين النجف وقم حيث كانت تربطهما علاقة وثيقة.

مع شاعر أهل البيت الملا عطية بن علي الجمري

صورة له في موسم الحج مرشداً لأحد الحملات الكويتية

## العودة إلى البحرين
بعد المدة الطويلة التي قضاها الشيخ يوسف وعياله بين العراق وإيران عاد الشيخ وعياله إلى البحرين وسكن بلده الأصلي «بني جمرة» حيث كان يؤم المصلين في مسجدي علي والإمام المهدي في نفس القرية، وكان يمارس الخطابة في مجالس عديدة خارج القرية نذكر منها الدراز، باربار، الشاخورة (...) وكما أن له مجالس في مآتم القرية ومجلسه الخاص الكائن في منزله ومجالس أخرى في الكويت والإمارات حيث كان يرافق الحملات الكويتية آن ذاك في العمرة والحج الأكبر، ولم يكن الشيخ يوسف قد استقر في البحرين حينها بل كان يقضي طول السنة في الدراسة والتدريس في النجف ويعود في شهر رمضان إلى البحرين إلى أن طاله المرض.

## أهم أساتذته

مع ابنه الأكبر الحاج محمد علي صاحب أسواق الساتر

- محسن الطباطبائي الحكيم.
- حسين الحلي
- السيد الخوئي
- الإمام الخميني

و آخرون

## أبناءه
- محمد علي الشيخ يوسف صاحب أسواق الساتر.
- محمد حسين الشيخ يوسف.
- محمد رضا الشيخ يوسف.
- محمد باقر الشيخ يوسف.
- محمد تقي الشيخ يوسف.
- محمد صالح الشيخ يوسف.
- علي الشيخ يوسف.

## وفاته
توفي الشيخ يوسف في سنة 1990 م وشيع من الحسينية الإثني عشرية إلى مقبرة بني جمرة.

## هوامش ومصادر
- ملامح تأريخية عن بني جمرة تأليف الشيخ عبد الأمير الجمري
- سيرة علماء الخليج العربي

## وصلات خارجية
- مقال في صحيفة الوسط البحرينية نشر سنة 2008 م